# Ceralocyna seticornis
Ceralocyna seticornis är en skalbaggsart som först beskrevs av Bates 1870.  Ceralocyna seticornis ingår i släktet Ceralocyna och familjen långhorningar. Inga underarter finns listade.